# Jalpa
Jalpa (nep. जालपा) – gaun wikas samiti w zachodniej części Nepalu w strefie Lumbini w dystrykcie Palpa. Według nepalskiego spisu powszechnego z 2001 roku liczył on 577 gospodarstw domowych i 3451 mieszkańców (1808 kobiet i 1643 mężczyzn).